# Chrissie Wellington
Christine Ann Wellington (Bury St Edmunds, 18 febbraio 1977) è una triatleta britannica.
È pluricampionessa del mondo su distanza Ironman: ha vinto per ben 4 volte la rassegna iridata alle Hawaii, realizzando anche il record sul percorso.
Si è laureata, inoltre, campionessa del mondo di triathlon long distance ad Almere nei Paesi Bassi nel 2008.

## Titoli
- Ironman Hawaii - 2007, 2008, 2009, 2011
- Campionessa del mondo di triathlon long distance (Élite) - 2008